# 劇場版 炎の天狐トチオンガーセブン 閻魔堂!地獄の大決戦!!
『劇場版 炎の天狐トチオンガーセブン 閻魔堂!地獄の大決戦!!』（ほのおのてんこトチオンガーセブン えんまどう じごくのだいけっせん）は、2018年（平成30年）11月18日に新潟市、長岡市でイベント上映作品として初公開された毘プロダクションの中編映画作品。
テレビ番組『炎の天狐 トチオンガーセブン』の劇場オリジナル映画第1作目。カラー、スタンダード、昭和の劇場公開作品へのオマージュから敢えて4:3の画角で撮影した、上映時間は60分。

## 概要
演出に『相棒』シリーズ、『探偵はBARにいる』シリーズの橋本一監督を迎え、昭和特撮の後継を高らかに謳い上げる作品となった。オール柏崎市ロケーション作品。
上映時のキャッチコピーは、「愛する者を救うためなら、地獄の果てでも追っていく！」。
『仮面ライダー』で仮面ライダー2号を演じた佐々木剛が本作ではナレーションを担当している。

### 製作までの流れ
2017年のテレビドラマ化を受け、主人公キャラクターをシティプロモーションに使いたいという柏崎フィルムコミッションからの申し出が「映画」製作の一歩となった。当初はテレビシリーズを再編集し、柏崎市の観光スポットでの新撮を加えたプロモーションビデオの予定だったが、せっかくやるなら「映画」のスタイルでどうかという声から劇場用作品製作へと方向転換することとなった。製作費の一部をクラウドファンディングにより集め、リターンとしてDVDや油揚げ、協賛者名を作品エンドロール内に流すなどの特典があった。

## 登場魔獣人
- 鬼魔獣人オニウラミ
- 再々生クモ魔獣人クモウラミ
- 首領ゲドロン

### スタッフ
- 企画：星知弘、三井田孝欧
- 原作：とちおそうじ
- 監督：橋本一
- 脚本：ゆきいたかあき
- 撮影：小島悠介
- 照明：西野龍太郎
- 音楽：吉川清之
- 録音：指宿隆次
- 編集：清野英樹
- 視覚効果:宮島壮司
- 美粧/衣装:樋口奈美
- 造形：星知弘
- 技斗：ゆきいたかあき

## 主題歌・挿入歌
「われらのトチオンガーセブン!」
作詞 / 作曲：とちおそうじ/ 編曲：ブラバス大脇 / 歌：星知弘
エンディングとして使用。

## キャスト
クレジット順
- 星狐太郎 / トチオンガーセブン：星知弘
- 長浜瑞希：小川麻琴[3]
- 長浜一彦：橋本閏
- 夕月：桜木梨奈
- 幻真：榊英雄
- 伊賀城刑事：渡洋史
- 閻魔大王：真夏竜
- オニウラミ（声）：青柳尊哉
- ゲドロン首領（声）：ゆきいたかあき
- ナレーション：佐々木剛